# Songs of Resistance 1942-2018
Songs of Resistance 1942-2018 è un album di Marc Ribot, dove sono raccolte delle canzoni di protesta di vari paesi. Ribot si avvale di prestazioni della collaborazione di numerosi artisti, tra cui Tom Waits, Steve Earle e Meshell Ndegeocello.

## Tracce
1. We Are Soldiers in the Army anonimo – con Fay Victor - 5:27
2. Bella Ciao (Goodbye Beautiful)  anonimo con Tom Waits -  3:37
3. Srinivas,  anonimo con Steve Earle & Tift Merritt -  6:09
4. How To Walk In Freedom, Marc Ribot con Sam Amidon & Fay Victor - 05:44
5. Rata de dos Patas,  Norberto Eduardo Toscano con Ohene Cornelius - 04:46
6. The Militant Ecologist (basata su Fischia il vento), con Meshell Ndegeocello -  04:10
7. The Big Fool,  Marc Ribot, 06:34
8. Ain't Gonna Let Them Turn Us Round, Marc Ribot con Steve Earle & Tift Merritt - 03:23
9. John Brown, con Fay Victor - Marc Ribot 05:53
10. Knock That Statue Down, Marc Ribot con Syd Straw - 03:50
11. We'll Never Turn Back, Bertha Gober  con Justin Vivian Bond & Domenica Fossati -04:33

## Formazione
- Marc Ribot - chitarra, basso, banjo, requinto, sitar elettrico, armonica, voce
- Tom Waits - voce e chitarra acustica
- Steve Earle - voce
- Meshell Ndegeocello - voce e basso
- Fay Victor - voce
- Domenica Fossatti, Tift Merritt, Rea Dubach, Lukas Rutzen - voci e cori
- William Winant - percussioni
- James Brandon Lewis, Sax
- Curtis Fowlkes, tromba
- Tony Garnier, Basso
- Reinaldo de Jesus, Percussioni
- Chad Taylor, Batteria
- Ches Smith, Batteria
- Eric Heywood, Pedal Steel
- Roy Nathanson, flauto
- Devin Hoff, basso
- Reinaldo de Jesus, congas
- Mauricio Herrera , congas
- Kenny Wollesen, batteria e vibrafono
- Rachel Golub, violino
- Mark Feldman, violino
- Dave Eggar , violoncello
- Erik Friedlander , violoncello
- Shahzad Ismaily, moog